# Johann Peter Eichhoff
Johann Peter Eichhoff (* 1. Oktober 1755 in Bonn; † 24. Februar 1825 in Rheydt) war ein aufklärerischer Publizist, Historiker des Rheinlandes und Beamter in französischen Diensten.  

## Leben
Johann Peter Eichhoff war Sohn des Mundkochs August Eichhoff am kurkölnischen Hof und dessen Frau Maria, einer ehemaligen Magd. Sein Bruder war der Bonner Bürgermeister und Volkswirt Johann Joseph Eichhoff, sein Schwager und späterer Mitarbeiter war der Arzt und Autor Bernhard Constantin von Schoenebeck.
Nach einer nicht näher bekannten Ausbildung gilt Eichhoff als einer der wichtigsten Aufklärer im Bereich des Niederrheins. Finanziert durch Adolf von Hüpsch, gab er in Köln mehrere Zeitschriften heraus. Darunter waren das „Kölner literarische Wochenblatt“ und das „Kölnische Encyklopedische Journal“, die aber wegen Konflikten zwischen Eichhoff und Hüpsch bald wieder eingestellt wurden. Zudem war die Nachfrage für diese Schriften zu gering. Das wiederholte sich bei der von Eichhoff 1780 gegründeten „Bönnischen Litteratur- und Kunstzeitung“. 
Eichhoff war führendes Mitglied der Bonner Illuminatengruppe, die sich Minervalkirche Stagira nannte. Er trug den Ordensnamen „Hephaestion“. Beide Brüder waren Freunde Ludwig van Beethovens. Nach dem Verbot des Ordens war er an der noch zu Ordenszeiten gegründeten Lesegesellschaft stark beteiligt. In den 1780er Jahren stand Eichhoff im Mittelpunkt der gebildeten Schichten Bonns. Er wurde 1781 zum bentheimschen Rat ernannt und war Vertreter beim kurkölnischen Landtag. In dieser Zeit war er privilegiert und gefördert durch Kurfürst Maximilian Franz, Herausgeber des „Bönnischen Intelligenzblattes.“ Dieses erschien zwischen 1785 und 1794.
Daneben arbeitete Eichhoff als Historiker. Er veröffentlichte Urkunden und weitere Quellen zur Geschichte Kurkölns, des niederrheinisch-westfälischen Reichskreises und verfasste anonym die „Historisch-geographische Beschreibung des Erzstiftes Köln“ (Frankfurt am Main, 1783). 
Nach der Besetzung des Rheinlandes durch die Franzosen war er als Republikaner Mitglied der Bonner Bezirksverwaltung, später Kantonsverwalter in Köln, Präsident der Munizipalität in Brauweiler sowie Kommissar in Neuss. Danach verlieren sich seine Spuren. Möglicherweise war er um 1804 Steuereinnehmer im Bezirk Holzheim-Grefrath-Büttgen.